# Carlos Alberto Arce Masías
Carlos Alberto Arce Masias (Simbale, 24 de noviembre de 1903 - Lima, 6 de enero de 1963) fue un prelado peruano, obispo de Piura.

## Biografía
Nació en la ciudad de Simbale (Trujillo). Sus padres fueron don Elías Arce Enríquez y doña Zoila Masías de Arce. Efectuó sus estudios filosóficos y teológicos en el Colegio Pío Americano y en la Universidad Gregoriana de Roma. Fue ordenado sacerdote el 30 de octubre de 1927, en Roma. Ocupó los puestos de párroco de San Pedro de Chorrillos (Lima), de Chincha (Ica) y Huérfanos en Lima.
En esa época, entre varios datos, en 1934, fue instituido Capellán del Reformatorio de Menores de Surco. Después de abril de 1938, participó en las Conferencias del Clero, organizadas por J. Vitaliano Berroa, en respuesta al mandato episcopal del arzobispo Pedro Farfan, a su vez pontificia, a efecto de refutar las doctrinas nazistas, siendo homenajeado con ocho sacerdotes, por la forma correcta y docta de sus refutaciones. El 11 de febrero de 1939, en el contexto del Concurso literario sobre la personalidad y obra de Pío XI, su trabajo titulado "Petrus Romanus" recibió, entre otros, una mención honrosa; más, no recibió los tres primeros puestos.  Entre el 12 al 18 de noviembre de 1939 asistió, con el primer grupo de párrocos y sacerdotes de la Iglesia metropolitana de Lima, a los Ejercicios Espirituales del Clero, dirigido por Fray Francisco Arámburu, O.F.M. Disco, en el Convento de Nuestra Señora de los Ángeles (Descalzos), en respuesta a la invitación del arzobispo Juan Guevara. También, al finalizar la anterior reunión, en el contexto de la conformación de la nueva junta directiva de la Unión Sacerdotal de Sufragios y Auxilios Mutuos, fue elegido secretario, siendo presidente el doctor Domingo Angulo. En 1940, se público su artículo "Oración por Pío XII" la Revista "Mercurio Peruano".
El 6 de julio de 1945 fue nombrado en la sede episcopal de Tacna como primer obispo por el papa Pío XII, y siendo ordenado obispo el 15 de julio de 1945 siendo el consagrador principal el arzobispo Fernando Cento y como co-consagradores los prelados Rodríguez Ballón, O.F.M. siendo obispo de Huancayo y Domingo Juan Vargas, O.P. siendo titular de Gerara.En esa ocasión, fue ordenado obispo con Alberto Detman, O.P., para la sede episcopal de Huancavelica; de ese modo, en sus respectivas iglesias diocesanas, serían los primeros obispos.
La expectativa en la población causada por la creación de la Iglesia Diocesana de Tacna, y por la designación de su primer obispo, sería descrita por varios autores, entre estos, Luis Orlando Bocchio Rejas.Los ornamentos religiosos tacneños guardados por el arzobispo Holguín fueron entregados al nuevo obispo.

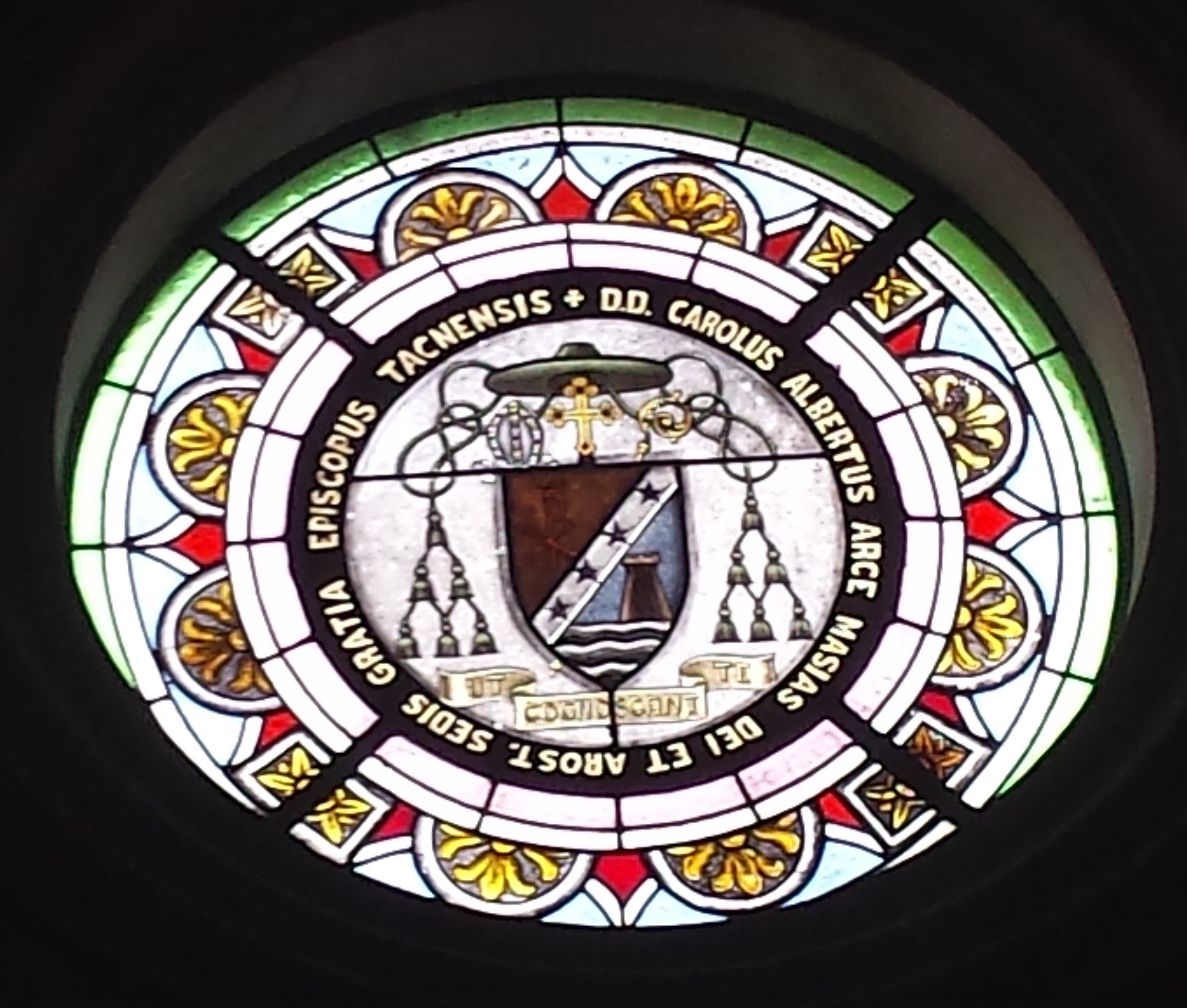
Detalle del escudo del obispo Carlos Alberto en un vitral en la Catedral de Tacna

En el año 1950, quinto de su episcopado en Tacna, por el año santo solicitó una copia fiel de la imagen de Jesús del Gran Poder de Sevilla siendo recibida la imagen en el año 1954. En ese mismo año fue terminada y consagrada la catedral de Tacna el 28 de agosto, festividad de la reincorporación de la ciudad al Perú. En su gobierno se llevó a  cabo la erección del cabildo eclesiástico, la adquisición de la casa episcopal como también se consiguió una réplica de Nuestra Señora de la Esperanza (La Macarena) y una artística imaginería sagrada para la catedral y otros templos de la diócesis. Se dedicó con ahínco al servicio de los elevados principios e intereses religiosos, morales y sociales de la colectividad.
El 16 de diciembre de 1956 fue trasladado a la sede episcopal de Huánuco siendo nombrado por el papa Pío XII. Como obispo de Huánuco fue co-consagrador el 15 de mayo de 1958 del obispo José Antonio Dammert Bellido.
Posteriormente fue nombrado obispo de Piura el 6 de febrero de 1959 por el papa Juan XXIII, tomando posesión de la arquidiócesis el 3 de mayo del mismo año. En el año 1959 fue co-consagrador del obispo Julio Gonzáles Ruiz el 26 de abril. En su episcopado, entre el 26 y 28 de agosto de 1960, Piura fue sede del VI Congreso Eucarístico Nacional, al que asistió el Señor Cardenal Richard Cushing, Arzobispo de Boston, como Legado Pontificio. El 8 de octubre de 1960 asistió en la ceremonia de colocación de primera piedra del Hogar San Antonio en Piura.
Falleció en Lima el 6 de enero de 1963. Sus restos mortales reposan en la cripta de los obispos de la Catedral de Tacna.